# Vaughan (Ontario)
Pour les articles homonymes, voir Vaughan.
Vaughan est une ville canadienne de la banlieue de Toronto, dans la circonscription de Vaughan, en Ontario.
Situé au nord de la ville de Toronto, Vaughan est connu pour le parc Canada's Wonderland. Il est situé sur l'autoroute 400.

## Transport
Historiquement, la voie qui reliait Vaughan au centre-ville de Toronto est la route Vaughan (Vaughan Road).
Le projet d'extension de la ligne Yonge-University-Spadina du métro de Toronto mis en place un prolongement du réseau jusqu'à la ville de Vaughan. La station, baptisée « Vaughan Metropolitan Centre », est le nouveau terminus de la ligne.

## Éducation
Le York Region District School Board gère les écoles anglophones laïques publiques et le York Catholic District School Board (en) gère les écoles anglophones catholiques publiques. Le Conseil scolaire Viamonde est responsable des écoles francophones laïques publiques et le Conseil scolaire catholique MonAvenir gère les écoles francophones catholiques publiques.

## Démographie
| 2001    | 2006    | 2011    | 2016    |
| ------- | ------- | ------- | ------- |
| 182 022 | 238 866 | 288 301 | 306 233 |